# Aplosonyx apicalis
Aplosonyx apicalis es un coleóptero de la familia Chrysomelidae. Fue descrita científicamente por primera vez en 1922 por Weise.